# Przyjazne dusze
Przyjazne dusze, także Kochankowie nie z tej ziemi (ang. Spirit Level) – farsa autorstwa angielskiej dramatopisarki i scenarzystki Pam Valentine.

## Fabuła
Akcja dramatu rozgrywa się w domu pod Londynem, do którego wprowadza się młoda para − państwo Willis. Simon jest początkującym pisarzem, a jego żona Mary spodziewa się właśnie dziecka. Nowi lokatorzy nie zdają sobie jednak sprawy, że poprzedni mieszkańcy wciąż krążą po domu. Uznany autor kryminałów, Jack Cameron i jego żona Suzie zginęli w wypadku, ale nie mogą rozstać się se światem ludzi. Duchy dostrzegają w żyjących lepszą wersję samych siebie i postanawiają pomóc młodym w codziennych kłopotach.

## Polskie realizacje
Polska prapremiera dramatu odbyła się 13 maja 2007 na deskach Wrocławskiego Teatru Komedia w reżyserii Pawła Okońskiego, wcześniej, 24 kwietnia 2007 w Teatrze Powszechnym w Łodzi odbyło się czytanie performatywne dramatu w reżyserii Ewy Pilawskiej.  
| Data            | Teatr                                  | Reżyseria          | Obsada |
| --------------- | -------------------------------------- | ------------------ | --- |
| 13 maja 2007    | Wrocławski Teatr Komedia               | Paweł Okoński      | Wojciech Dąbrowski / Tomasz Lulek (Jack Cameron), Katarzyna Skoniecka / Magdalena Kuźniewska (Susie Cameron), Paweł Okoński (Mark Webster), Mikołaj Krawczyk / Radosław Kasiukiewicz (Simon Willis), Aneta Zając / Natalia Jesionowska (Mary Willis), Dorota Kamińska / Marzena Oberkorn (Marta Bradshaw), Emilia Krakowska (Anioł Stróż). |
| 15 marca 2008   | Teatr Kwadrat w Warszawie              | Marcin Sławiński   | Grzegorz Wons (Jack Cameron), Lucyna Malec (Susie Cameron), Andrzej Szopa (Mark Webster), Paweł Małaszyński / Andrzej Nejman (Simon Willis), Ilona Chojnowska / Katarzyna Glinka (Mary Willis), Ewa Wencel (Marta Bradshaw), Jan Kobuszewski / Wojciech Pokora (Anioł Stróż).                                                              |
| 8 maja 2010     | Teatr Bagatela w Krakowie              | Piotr Urbaniak     | Dariusz Starczewski (Jack Cameron), Magdalena Walach (Susie Cameron), Przemysław Redkowski / Sebastian Oberc (Mark Webster), Adam Szarek (Simon Willis), Karolina Chapko (Mary Willis), Ewa Mitoń (Marta Bradshaw), Marek Bogucki (Anioł Stróż).                                                                                           |
| 26 lutego 2011  | Teatr Nowy w Łodzi                     | Paweł Pitera       | Andrzej Szczytko (Jack Cameron), Maria Gładkowska (Susie Cameron), Piotr Seweryński (Mark Webster), Marcin Włodarski (Simon Willis), Agata Kaczmarek (Mary Willis), Danuta Rynkiewicz (Marta Bradshaw), Teresa Makarska (Anioł Stróż). |
| 30 grudnia 2023 | Teatr im. Aleksandra Sewruka w Elblągu | Wojciech Dąbrowski | Dariusz Siastacz (Jack Cameron), Karina Węgiełek (Susie Cameron), Marcin Tomasik (Mark Webster), Dominik Bloch (Simon Willis), Faustyna Kazimierska (Mary Willis), Teresa Suchodolska (Marta Bradshaw), Emilia Krakowska (Anioł Stróż). |